# John Penhall
John Penhall est un réalisateur, scénariste, producteur et monteur canadien né le 25 novembre 1957 à Vancouver (Canada).

## Filmographie

### comme réalisateur
- 1981 : For the Next 60 Seconds...
- 2002 : The Bed
- 2005 : InConvenience
- 2006 : Insider Trading

### comme scénariste
- 1981 : For the Next 60 Seconds...
- 2002 : The Bed
- 2006 : Insider Trading

### comme producteur
- 2006 : Insider Trading

### comme monteur
- 1981 : For the Next 60 Seconds...